# الفيلق الوطني
الفيلق الوطني (بالأوكرانية: Національний корпус) هو حزب سياسي يميني متطرف أنشئ عام 2016، بقيادة أندري بيليتسكي. تأسس الحزب من قدامى المحاربين من كتيبة آزوف من الحرس الوطني الأوكراني وأعضاء من فيلق آزوف المدني (وهي منظمة غير حكومية مرتبطة بفوج آزوف).

## التاريخ
حضر 292 مندوباً من جميع أنحاء أوكرانيا للمؤتمر المؤسس للحزب في العاصمة الأوكرانية كييف في 14 أكتوبر 2016. وكان الحزب مسجل سابقاً باسم «وطنيون من أوكرانيا» (بالأوكرانية: Патріот України). انتخب المؤتمر بالإجماع أندري بيلتسكي (وهو عضو في البرلمان الأوكراني) كرئيس للحزب، وانتخب نازاري كرافتشينكو (قائد قيادة الحرس الوطني لآزوف) نائباً للرئيس وأعضاء معينين في المجلس الحاكم للحزب. وقد وافق المؤتمر على تغييرات في ميثاق الحزب وبرنامجه السياسي. وانتهى المؤتمر ب «مسيرة الأمة» التي نظمها الحزب بالتعاون والتنسيق مع القطاع الأيمن (منظمة يمينية أخرى). شارك حوالى 5 آلاف شخص في مسيرة الشعلة من نصب الوطن الام في المتحف الوطني لتاريخ أوكرانيا في الحرب العالمية الثانية إلى ميدان القديسة صوفيا. ارتدى بعض السائرين أو حملوا رمز فولفسانجل الأصفر والأزرق لكتيبة آزوف، ويرتبط هذا الرمز مع النازية في أوكرانيا.، ويعد 14 أكتوبر هو يوم الدفاع عن أوكرانيا يشارك فيه الحزب بأعضائه، وهي عطلة رسمية في البلاد منذ عام 2015.

## الإيديولوجية
يدعو الحزب إلى توسيع سلطات وصلاحيات رئيس أوكرانيا من خلال منحه السلطة ليكون القائد العام للقوات المسلحة الأوكرانية، فضلاً عن رئيس الحكومة.
الفيلق الوطني يحبذ استعادة الطاقة النووية الأوكرانية وتأميم الشركات التي كانت مملوكة لأوكرانيا خلال الفترة السوفييتية حينما اكتسبت أوكرانيا الاستقلال في عام 1991.، كما يريد الحزب أن تنهي أوكرانيا جميع العلاقات مع روسيا بما فيها (العلاقات الدبلوماسية والتجارية والثقافية). كذلك من رؤى الحزب في السياسة الخارجية هو معارضة دخول أوكرانيا إلى الاتحاد الأوروبي وكذلك ضد الانضمام إلى حلف الناتو. بينما يفضل الحزب إنشاء أو الانضمام إلى ما يُدعى «اتحاد انترماريوم» مع دول البلطيق والبحر الأسود (لتشمل أوكرانيا وبيلاروسيا وبولندا وليتوانيا ولاتفيا وإستونيا وكلاً من التشيك وسلوفاكيا وغيرها) وهو اتحاد شبيه الكومنولث الذي جرى بين بولندا وليتوانيا في القرنين 17 و18. يدعو الحزب أيضاً إلى توسيع نطاق الحق في حيازة السلاح والشروع في مناقشة عامة بشأن إعادة عقوبة الإعدام للخيانة واختلاس المبالغ الكبيرة للأموال الحكومية من قبل المسؤولين.
الفيلق الوطني يؤكد القومية الاقتصادية والحمائية.